# Frederic Hope
Pour les articles homonymes, voir Hope.
Frederic Hope est un directeur artistique américain né le 22 janvier 1900 à New Brighton (Pennsylvanie) et mort le 20 avril 1937 à Los Angeles (Californie).

## Biographie
Il a travaillé notamment à la MGM avec Cedric Gibbons et Edwin B. Willis.

## Filmographie
- 1926 : La Chair et le Diable (Flesh and the Devil) de Clarence Brown
- 1926 : Exit Smiling de Sam Taylor
- 1927 : La Vendeuse des galeries (Becky) de John P. McCarthy
- 1927 : On Ze Boulevard (en) de Harry F. Millarde
- 1928 : Mon bébé (Baby Mine) de Robert Z. Leonard
- 1933 : Should Ladies Behave (en) d'Harry Beaumont
- 1933 : Un cœur, deux poings (The Prizefighter and the Lady) de W. S. Van Dyke
- 1933 : Le Solitaire (en) (The Solitaire Man) de Jack Conway
- 1933 : Les Invités de huit heures (Dinner at Eight) de George Cukor
- 1933 : Another Language d'Edward H. Griffith
- 1933 : Le Retour de l'étranger (The Stranger's Return) de King Vidor
- 1934 : La Veuve joyeuse (The Merry Widow) d'Ernst Lubitsch
- 1934 : Vivre et aimer (Sadie McKee) de Clarence Brown
- 1934 : Hollywood Party de Richard Boleslawski, Allan Dwan, Edmund Goulding et al.
- 1934 : Quand une femme aime (Riptide) d'Edmund Goulding
- 1934 : Ce côté du paradis (en) (This Side of Heaven) de William K. Howard
- 1935 : Le Marquis de Saint-Évremont (A Tale of two Cities) de Jack Conway
- 1935 : Anna Karénine de Clarence Brown
- 1935 : La Chanson de la jeunesse (The Night Is Young) de Dudley Murphy
- 1936 : Sworn Enemy de Edwin L. Marin
- 1936 : Women Are Trouble (en) d'Errol Taggart
- 1936 : We Went to College (en) de Joseph Santley
- 1936 : Le Roman de Marguerite Gautier (Camille) de George Cukor
- 1936 : Roméo et Juliette (Romeo and Juliet) de George Cukor
- 1937 : La Force des ténèbres (Night Must Fall) de Richard Thorpe
- 1937 : Le Chant du printemps (Maytime) de Robert Z. Leonard

## Distinctions
Oscar des meilleurs décors

### Récompenses
- 1935 pour La Veuve joyeuse, conjointement avec Cedric Gibbons

### Nominations
- 1937 pour Roméo et Juliette